# شد عضلي
الشد العضلي أو المَعَص أو العُقَّال (بالإنجليزية: muscle cramps) هي حالة يحدث فيها تشنج لعضلة أو أكثر من عضلات الجسم مما يؤدي إلى ألم شديد أو عدم القدرة على تحريك العضلة المصابة. الأسباب العامة لحدوث الشد العضلي عند الرياضيين هي الإفراط في استخدام عضلة معينة أو الضغط عليها أو الجفاف نتيجة ممارسة الرياضة في جو حار.
إساءة استخدام عضلات الجسم أو إجهادها إجهادًا زائدًا وإصابتها من الأسباب أيضاً التي تؤدي إلى حدوث شد عضلي.
للشد العضلي نوع آخر يصيب بعض الكتاب ويكون نتيجة استخدام إصبع الإبهام مع الأصابع الأخرى في الكتابة مدة طويلة. أما في الأعمال المنزلية فقد يحدث نوع من الشد العضلي في حالة استخدام عضلات معينة لفترة طويلة دون راحة مثل حمل آلات ثقيلة في قبضة اليد لفترة طويلة. ويمكن أن يحدث الشد العضلي أيضاً نتيجة بعض المشاكل المرتبطة بالأعصاب. من الشد العضلي أنواع أخرى تحدث في حالة الراحة، وهو منتشر دائماً أثناء النوم ويكون في الساق.

## الأعراض
- ألم شديد ومفاجئ في العضلة، غالباً تكون عضلة الأرجل.
- ظهور أنسجة العضلات ظهورًا واضح تحت الجلد.

## الأسباب
- الإفراط في استخدام عضلة معينة أو الضغط عليها أو الجفاف نتيجة ممارسة الرياضة في جو حار.
- إساءة استخدام عضلات الجسم أو إجهادها إجهادًا زائدًا وإصابتها من الأسباب أيضاً التي تؤدي إلى حدوث شد عضلي.
- ضعف كمية الدم: ضيق بعض الشرايين التي تنقل الدم إلى الأرجل قد تتسبب في حدوث شد عضلي بالأرجل والقدم أثناء ممارسة الرياضة يختفي الشد العصبي بعد دقائق من التوقف عن التمرين.
- الضغط علي الأعصاب: الضغط على عضلات العمود الفقري قد يسبب حدوث ألم وشد عصبي في الأرجل يزداد الألم مع استمرار المشي.
- نقص البوتاسيوم: بعض أنواع العقاقير المستخدمة في علاج ارتفاع ضغط الدم قد يسبب نقص في كمية البوتاسيوم. يعتبر البوتاسيوم عنصر هام في انقباض العضلات.

## اللجوء للطبيب
يصاب معظم الأشخاص بالشد العضلي إصابة بسيط، ويتمكنوا من السيطرة على الحالة بسهولة.
ولكن إذا كنت تعاني من الشد العضلي معانة مستمرة فيجب استشارة الطبيب المتخصص .

## العلاج
أنواع الشد العضلي التي تحدث أثناء الليل يمكن أن يصف لك الطبيب (diazepam: ديازيبام) وهناك أنواع عقاقير مختلفة لهذه التركيبة، فهي تساعد على ارتخاء العضلات وتخفيف التيبس في العضلات .
- يمكن أيضاً القيام ببعض أنواع التمارين التي تقلل من فرص الإصابة بالشد العضلي.
- يجب شرب كمية كبيرة من السوائل يومياً.والإكثار من العصائر الطازجة والسوائل عمومًا

## الوقاية
هناك خطوات يمكن اتباعها للوقاية من الشد العضلي:
- تجنب الجفاف :يجب شرب 11 أكواب من السوائل عامة تساعد السوائل علي انقباض وارتخاء العضلات بسهولة وبقاء خلايا العضلات رطبة.
- يمكن شرب كوبين من السوائل قبل بداية أي نشاط رياضي بساعتين.
- يجب شرب من (نصف كوب إلى كوب ونصف) من السوائل الباردة والتي لا تحتوي على صودا، كل 15 – 20 دقيقة أثناء الرياضة.
- يجب شرب كوبين من السوائل على كل (نصف كيلو) تفقده من وزن الجسم أثناء التمارين الرياضية.
- يجب تسخين العضلات (بتمارين الشد) قبل وبعد بداية التمرين.[6]
- إذا كنت تعاني من حدوث شد عضلي أثناء الليل، يمكنك القيام بعمل تمارين الشد قبل النوم.

مثال : قف على بعد 96 سم من الحائط، وضع يدك علي الحائط وابقي كعب الرجل على الأرض ثم انحني في اتجاه الحائط بركبة واحدة وابق 30 ثانية لشد الرجل وتقويتها ثم قم بنفس الخطوات مع الرجل الأخرى لمدة ثلاث مرات.

## الرعاية الشخصية
إذا كنت مصاب بشد عضلي بالفعل، فيمكنك اتباع بعض الخطوات للشعور بالراحة:
- التدليك وتمارين الشد:

يمكنك شد العضلة إلى الأمام والقيام بتدليكها بلطف للعمل علي ارتخاء العضلات.
أما عضلة الساق فيمكنك تحميل وزن الجسم علي الرجل التي بها الشد العضلي وثني الركب ببطء.
إذا كنت لا تستطيع الوقوف يمكنك شد القدم إلى الوراء في اتجاه الجسم مع شد الرجل في وضع مستقيم .
أما الشد العضلي في منطقة الفخذ، فيمكنك الجلوس على كرسي للاسترخاء وشد القدم الموجودة في اتجاه الفخذ المصاب ثم جذبها إلى الأرداف .
- استخدام الماء البارد أو الدافئ:

يمكن استخدام الماء البارد لتهدئة العضلات وارتخائها ثم الماء الدافئ بعد ذلك إذا كنت تشعر بألم .